# NGC 4646
NGC 4646 في الفهرس العام الجديد، هي مجرة، تقع في كوكبة الدب الأكبر. اكتشفت في 24 مارس 1791 بواسطة ويليام هيرشل.

## روابط خارجية
- NGC 4646 على موقع ويكي سكاي: DSS2, SDSS, GALEX, IRAS, Hydrogen α, X-Ray, Astrophoto, Sky Map, Articles and images